# Clowesia rosea
Clowesia rosea es una especie de orquídea epifita, originaria de México.

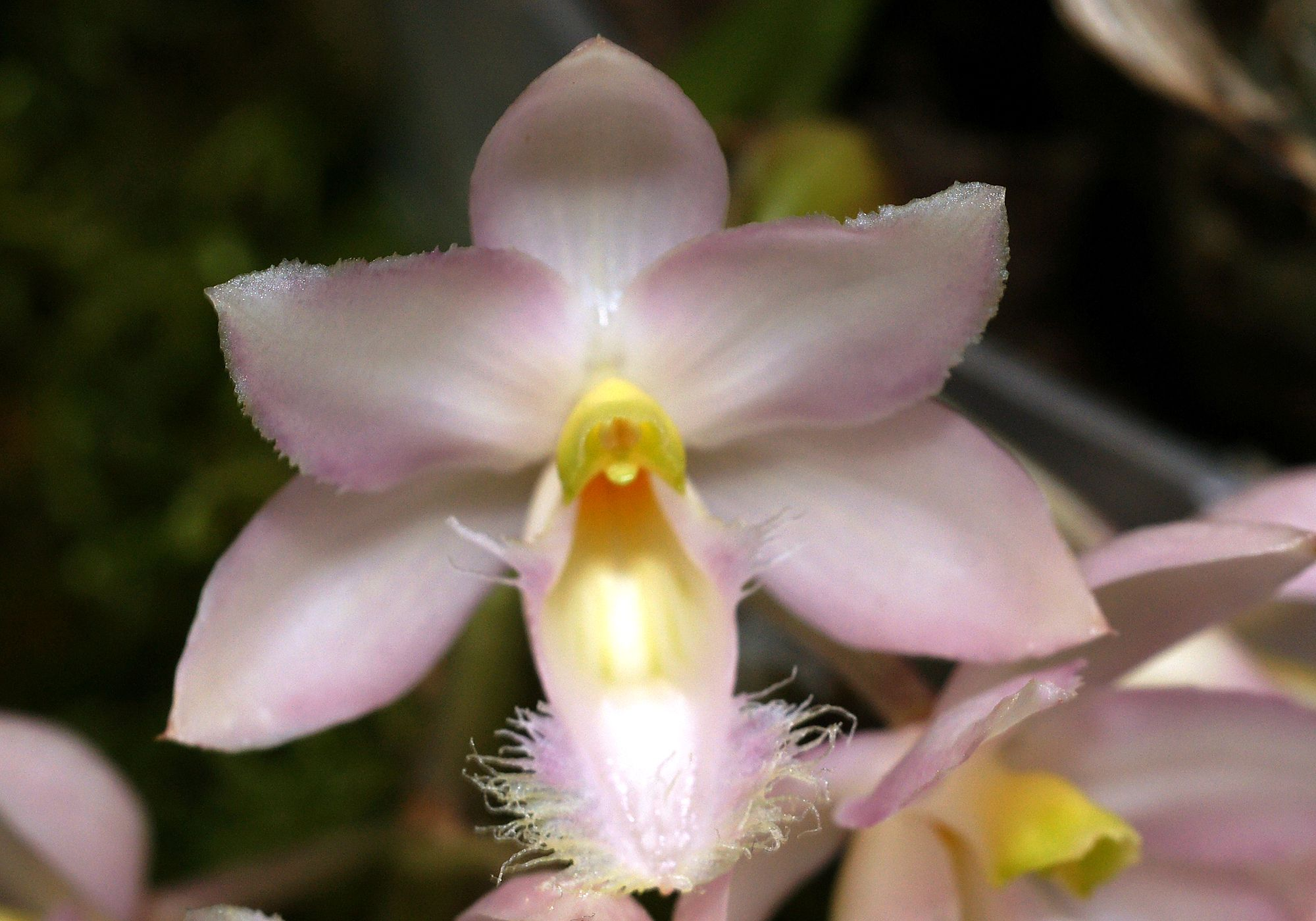
Detalle de la flor

## Descripción
Es una especie de orquídea de tamaño pequeño a mediano que prefiere el clima cálido,  es epifita, caducifolio con pseudobulbos basalmente envueltos por vainas grises superpuestas y que llevan 4 a 5 hojas, apicales, elíptico-lanceoladas, acuminadas, flexible y atenuada en la base articulada. Florece en el comienzo del invierno en una corta inflorescencia de 12 cm,  que tiene varias flores acampanadas, fragantes y que surge desde la base de psuedobulbos maduros. Esta especie empieza a perder sus hojas maduras en el otoño, para que esto ocurra, regar y fertilizar mucho menos, hasta que los nuevos crecimientos aparecen y tienen  3 cm o más, en que ya pueden volver a ser bien regada.

## Distribución y hábitat
Se encuentra en Michoacán y Oaxaca de México en la vertiente del Océano Pacífico en los bosques de roble o de los bosques tropicales de hoja caduca en las elevaciones de alrededor de 500 a 1300 metros.

## Taxonomía
Clowesia rosea fue descrito por John Lindley y publicado en Edwards's Botanical Register 29: Misc. 26. 1843.
Etimología
Clowesia (abreviado Clow.), nombre genérico otorgado en honor del Reverendo  Clowes, un horticultor de orquídeas inglés del siglo XIX.
rosea: epíteto latíno que significa "de color rosa".
Sinonimia
- Catasetum roseum (Lindl.) Rchb.f. [3]